# Рязанский уезд
Рязанский уезд — административная единица в Рязанской губернии Российской империи и РСФСР, существовавшая в 1778—1929 годах. Уездный город — Рязань.

## География
Уезд был расположен в центральной части Рязанской губернии. По площади (в период 1802—1918 гг.) уезд занимал территорию в 3897,9 вёрст² .

## История
Уезд был образован в 1778 году в составе Рязанского наместничества. В 1796 году император Павел по вступлении на престол повелел наместничества преобразовать в губернии, и утвердил новый штат, по которому Рязанской губернии положено было состоять из девяти городов с уездами. Вследствие этого часть территории Егорьевского уезда (к востоку от р. Цны) была передана в состав Рязанского уезда. В 1802 году император Александр возвратил прежнее административное деление, и границы уезда опять стали как в 1778 г.
В 1919 году пять волостей уезда (Бусаевская, Верейская, Ершовская, Спас-Клепиковская, Ушморская) были переданы во вновь образованный Спас-Клепиковский район, который в 1921 году был преобразован в уезд (с передачей ему ещё Криушинской волости Рязанского уезда). Постановлением ВЦИК от 20 февраля 1924 года Спас-Клепиковский уезд был упразднён, а его территория в полном составе (включая ряд волостей Касимовского и Егорьевского уезда) передана в Рязанский уезд.
В 1929 году уезд был упразднён, его территория вошла в состав Рязанского округа Центральнопромышленной области (позднее — Московской).

## Население
Население уезда в 1896 году — 215 511 чел.
По переписи 1897 года в уезде было 212 683 жителя (101 518 мужчин и 111 165 женщин). В г. Рязань — 46 122 чел.
По итогам всесоюзной переписи населения 1926 года население уезда составило 502 966 человек, из них городское — 53 330 человек.

## Населённые пункты
В 1859 году в составе уезда был 421 населённый пункт, наиболее крупные из них:
- г. Рязань — 23 689 чел.;
- с. Аграфенина Пустынь — 2029 чел.;
- с. Алеканово — 1594 чел.;
- с. Вышгород — 1817 чел.;
- с. Долгинино — 2149 чел.;
- с. Дубровичи — 2447 чел.;
- с. Канищево — 1615 чел.;
- с. Кузьминское — 2281 чел.;
- с. Мурмино — 1959 чел.;
- с. Новоселки — 1615 чел.;
- с. Паново — 1530 чел.;
- с. Пощупово — 1743 чел.;
- с. Рыбное — 920 чел.;
- с. Федякино — 1513 чел.;
- с. Ямская слобода — 1948 чел.;

## Административное деление
В 1859 году в уезде было 3 стана:
- 1-й со становой квартирой в Матчино;
- 2-й со становой квартирой в Городище;
- 3-й со становой квартирой в Спас-Клепиках.

В 1890 году в уезде было 19 волостей:
| № п/п | Волость           | Волостное правление      | Число селений | Население |
| ----- | ----------------- | ------------------------ | ------------- | --------- |
| 1     | Астроминская      | с. Льгово                | 19            | 8502      |
| 2     | Бахмачеевская     | с. Бахмачеево            | 26            | 8532      |
| 3     | Болошневская      | с. Вышгород              | 13            | 8859      |
| 4     | Верейская         | с. Бусаево               | 38            | 8750      |
| 5     | Волынская         | с. Волынь                | 20            | 7221      |
| 6     | Екимовская        | с. Стафурлово            | 32            | 8722      |
| 7     | Ершовская         | д. Калдево               | 26            | 8173      |
| 8     | Затишьевская      | с. Затишье               | 43            | 10 353    |
| 9     | Кузьминская       | с. Кузьминское           | 10            | 11 374    |
| 10    | Мурминская        | с. Мурмино               | 5             | 10 175    |
| 11    | Новосельская      | с. Новоселки             | 4             | 6731      |
| 12    | Подвязьевская     | с. Подвязье              | 27            | 6454      |
| 13    | Рыбновская        | с. Рыбное                | 24            | 10 916    |
| 14    | Солотчинская      | с. Солотча               | 10            | 11 570    |
| 15    | Спас-Клепиковская | с. Спас-Клепики          | 48            | 10 191    |
| 16    | Троицкая          | сл. Ново-Александровская | 13            | 14 845    |
| 17    | Ушморская         | д. Тимохино              | 27            | 4866      |
| 18    | Шумошская         | с. Шумашь                | 4             | 7861      |
| 19    | Ямская            | сл. Ямская               | 14            | 6287      |

В 1925 году в состав Рязанского уезда входило 15 волостей:
- Архангельская — с. Архангельское (Мошки),
- Бахмачевская — с. Бахмачеево,
- Вышгородская — с. Вышгород,
- Затишьевская — с. Затишье,
- Кузьминская — с. Кузьминское,
- Мурминская — с. Мурмино,
- Палищенская — с. Палищи,
- Попадьинская — с. Вороньи Выселки,
- Предтеченская — с. Столпцы,
- Рыбновская — с. Рыбное,
- Рязанская — г. Рязань,
- Старожиловская — с. Старожилово,
- Спас-Клепиковская — с. Спас-Клепики,
- Тырновская — с. Тырново,
- Тумская — с. Тума.

В 1926 году в состав Гусевского уезда Владимирской губернии была передана Палищенская волость.